# Petxina variada
La petxina variada (Chlamys varia) és un mol·lusc bivalve de la família Pectinidae, d'aspecte similar a la vieira. Té un dels seus principals orígens d'extracció a Galícia. Amida de 5 a 8 cm de diàmetre, amb les dues valves convexes, bé que l'una n'és més que l'altra. Té la closca amb dibuixos de coloració groguenca, vermellosa i negra, amb plecs radials alternats amb solcs i amb les dues orelles de la xarnera desiguals, i habita en els fons de sorra. Se sol cuinar sola a la planxa a la seva closca. D'altra banda, hi ha països americans on la produeixen massivament, sense aconseguir el sabor i la substància de l'europea.